# Merle Rubin
Merle Rubin (* 1949 in New York City; † 30. November 2006 in Los Angeles-Hollywood) war eine US-amerikanische Literaturkritikerin und Wissenschaftsjournalistin, die unter anderem für die Zeitungen Los Angeles Times, Wall Street Journal, Chicago Tribune, Washington Times und Christian Science Monitor arbeitete.

## Leben
Rubin wuchs in der Gemeinde Plainview auf Long Island auf. Sie machte ihren Bachelor of Arts an der Yale University. Ihren Ph.D. erwarb sie an der University of Virginia.
Während der Zeit an der Yale University in New Haven, Connecticut lernte sie ihren künftigen Ehemann kennen. Sie heirateten 1972, während sie beide fortgeschrittene Studenten mit erstem Abschluss in Charlottesville, Virginia waren. Als ihr Mann Martin Rubin eine Stelle als Lehrbeauftragter für Englische Literatur am California Institute of Technology in Pasadena angeboten bekam, zogen die beiden 1975 nach Kalifornien. Auch er wurde später ein Vollzeit-Literaturkritiker.
Die Literaturwissenschaftlerin machte sich als Buchkritikerin mit breitem Spektrum bundesweit einen Namen als Journalistin. Neben ihrem Schwerpunkt auf fiktionaler Literatur besprach sie auch Neuerscheinungen aus der Kultur- und Geschichtswissenschaft, aus Religion und Kunstwissenschaft. Meist schaffte sie ein oder zwei Bücher pro Woche. Ihre häusliche Bibliothek umfasste nach 30 Jahren Berufsausübung Tausende von Büchern. Sie arbeitete für etliche überregionale Zeitungen und Zeitschriften in den Vereinigten Staaten.
Besonders für Autoren aus Europa wie Anita Brookner, A. S. Byatt und Hilary Mantel war Rubin eine Brückenbauerin. Wenn diese nach Los Angeles kamen, kam es zu Besuchen. Auch der niederländische Schriftsteller Arnon Grunberg schätzte sie hoch.
Merle Rubin verstarb 2006 im Kaiser Permanente Los Angeles Medical Center in Hollywood an Krebs im Alter von nur 57 Jahren. Sie hinterließ ihren Ehemann, eine Schwester und ihre Mutter.